# Milton S. Plesset
Milton Spinoza Plesset (Pittsburgh, 7 febbraio 1908 – 19 febbraio 1991) è stato un fisico applicato statunitense noto per i suoi studi sulla Meccanica dei fluidi e l'ingegneria nucleare.
Fu eletto alla National Academy of Engineering nel 1979 per i suoi contributi nello studio dei flussi multifase, della dinamica delle bolle e sulla sicurezza dei reattori nucleari.
È noto con Christian Møller per la teoria perturbativa di Møller-Plesset. Porta anche il suo nome l'equazione di Rayleigh-Plesset che descrive la dinamica di una bolla sferica immersa in un liquido che si estende all'infinito in tutte le direzioni.

## Biografia
Nato a Pittsburgh, in Pennsylvania, Plesset conseguì la laurea presso l'Università di Pittsburgh nel 1929 è il dottorato presso l'Università di Yale nel 1932. Subito dopo aver conseguito il dottorato, Plesset fu assunto dal Caltech, dove collaborò con Robert Oppenheimer. Attraverso uno stusio teorico, i due applicarono l'equazione di Dirac all'elettrodinamica quantistica per comprendere come si formassero le coppie elettrone-positrone. Nel'ambito di tali studi, trascorse un breve periodo di tempo presso l'Instituto Niels Bohr dell'Università di Copenaghen, tra il 1933 e il 1934. In questa occasione conobbe Christian Møller col quale studiò l'interazione elettrone-elettrone e sviluppò la taoria perturbativa che porta i loro nomi. Collaborò inoltre con John Archibald Wheeler e E. J. Williams.
Insegnò presso l'Università di Rochester per cinque anni per poi tornare al Caltech nel 1940. Nel 1942 fu assunto dalla Douglas Aircraft Company, dove rimase fino al 1948 quando divenne professore associato del Caltech. Qui applicò nel 1949 per la prima volta allo studio della cavitazione l'equazione che porta il suo nome. Nel 1951 ebbe un avanzamento di carriera, con la nomina a professore - incarico che mantenne fino al 1978. Tra i suoi insegnamenti ci fu il corso di Engineering Science (Scienza ingegneristica), che tenne dal 1963 al 1978. Fino al 1998, insegnò poi presso l'UCLA.

## Onorificenze
È stato insignito del Fluids Engineering Award dall'American Society of Mechanical Engineers nel 1986.